# Calliostoma adspersum
Calliostoma adspersum är en snäckart som först beskrevs av Philippi 1851.  Calliostoma adspersum ingår i släktet Calliostoma och familjen Calliostomatidae. Inga underarter finns listade i Catalogue of Life.

## Bildgalleri

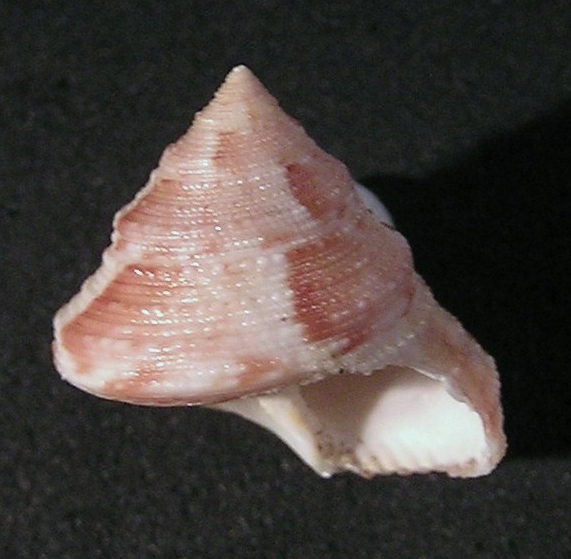
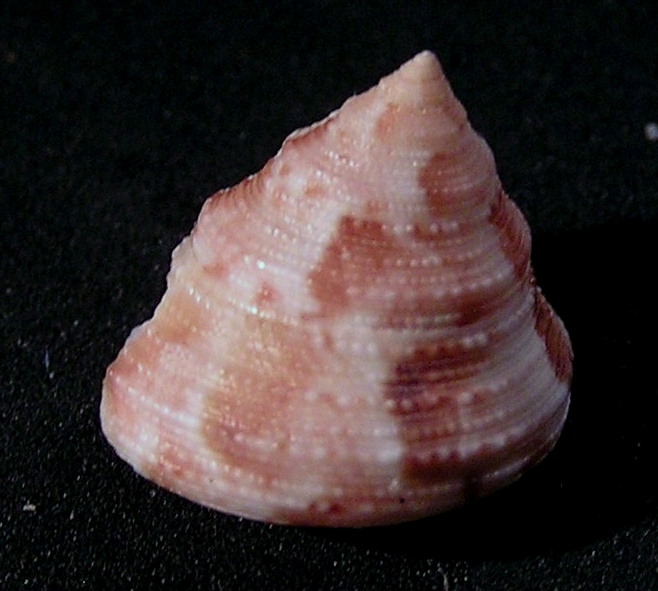
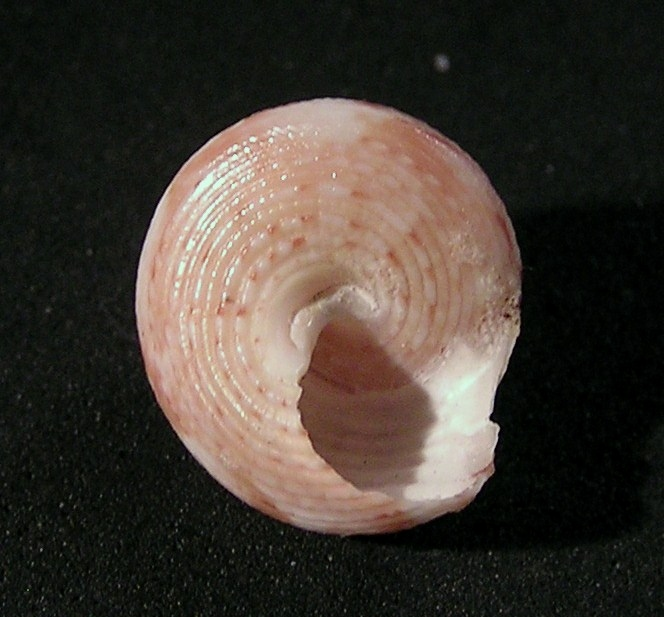